# Nymphaea daubenyana
Nymphaea daubenyana är en näckrosväxtart som beskrevs av W.T. Baxter och Daubeny. Nymphaea daubenyana ingår i släktet vita näckrosor, och familjen näckrosväxter. Inga underarter finns listade i Catalogue of Life.